# Prefettura di Dinguiraye
Dinguiraye è una prefettura della Guinea nella regione di Faranah, con capoluogo Dinguiraye.
La prefettura è divisa in 8 sottoprefetture, corrispondenti ai comuni:
- Banora
- Dialakoro
- Diatiféré
- Dinguiraye
- Gagnakali
- Kalinko
- Lansanya
- Sélouma